# Limnophora vumbana
Limnophora vumbana är en tvåvingeart som beskrevs av Fritz Isidore van Emden 1951. Limnophora vumbana ingår i släktet Limnophora och familjen husflugor.
Artens utbredningsområde är Zimbabwe. Inga underarter finns listade i Catalogue of Life.